# 新沃多拉哈區

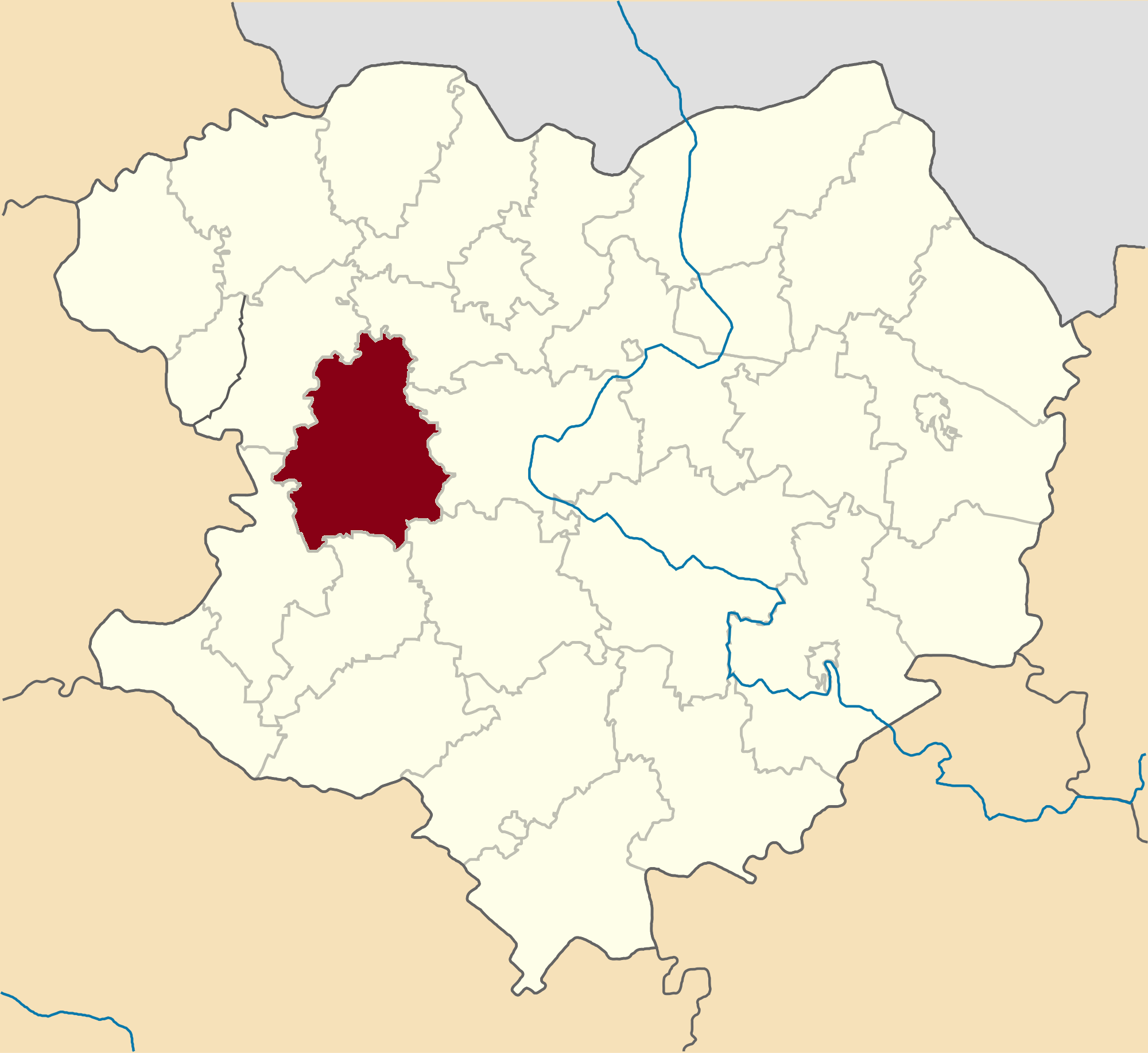
新沃多拉哈區在哈爾科夫州的位置

新沃多拉哈區（烏克蘭語：Нововодолазький район），曾是烏克蘭東部哈爾科夫州的一個區，行政中心設於新沃多拉哈，面積1,182.74平方公里，2013年人口34,014，人口密度每平方公里28.76人。
该区在2020年7月18日的乌克兰行政区划改革中被撤销，改革后哈爾科夫州下分为7个区，新沃多拉哈區的范围分开划入哈爾科夫區及克拉斯諾赫拉德區。